# Simon Faithfull
Simon Faithfull (Ipsden, 1966) è un artista britannico.
Le sue opere sono state esposte in numerose mostre internazionali, in particolare al British Film Institute a Londra (2009), alla Haus der Kulturen der Welt a Berlino (2009), al Palais de Tokyo a Parigi (2013) e in Italia alla Biennale di Venezia (2007) e al Museo d'arte moderna e contemporanea di Trento e Rovereto (2014).

## Biografia
Faithfull nasce a Ipsden, Oxfordshire, Inghilterra nel 1966. È figlio di Robert Glynn Faithfull, professore all'Università di Liverpool, e fratellastro della cantante Marianne Faithfull. Trascorre l'infanzia nella comunità di Braziers Park e studia presso la Central Saint Martin's School of Art a Londra (1986–1989) e in seguito presso l'Università di Reading dove consegue il Master of Fine Arts (1994–1995). La pratica artistica di Faithfull è fatta di ricerca e sperimentazione, e si concentra spesso sui concetti di fallimento, anti-eroismo e malinconia. Un altro tema ricorrente è il viaggio, in particolare l'artista indaga il rapporto tra gli oggetti della vita quotidiana e gli estremi confini del pianeta. Per rappresentare le proprie esperienze di viaggio Faithfull è solito usare un palmare PalmPilot, che gli consente di esprimere istantaneamente la propria esperienza soggettiva. I disegni sono poi inviati via email, come fossero "piccoli messaggi in bottiglia".
(Simon Faithfull)
Nel 1996 Faithfull inizia il progetto Escape Vehicles, con lo scopo di sfidare la forza di gravità. Il progetto prosegue fino al 2005, con sette veicoli composti da palloncini, sedie, insetti e rocce. Il primo veicolo è una sedia attaccata a dei razzi, che si disintegra quasi subito. Il quarto è una tuta attaccata a una mongolfiera improvvisata, e questa volta il veicolo riesce a decollare. Il sesto porta nello spazio una sedia: il pubblico vede prima la sedia sparire nel cielo, legata a un pallone sonda, e poi uno streaming video in diretta mostra la sedia raggiungere un’altitudine di 30 km e infine distruggersi. Nel 2009 le opere sono raccolte in una mostra dal titolo Gravity Sucks presso la galleria del British Film Institute.
Dal 2003 Faithfull tiene lezioni presso la Slade School of Fine Art. L'anno successivo è il primo artista visivo a ricevere la borsa di studio di Arts Council England per viaggiare in Antartide con il British Antarctic Survey. Durante il viaggio, che si svolge tra novembre 2004 e gennaio 2005, Faithfull crea quotidianamente dei disegni su PalmPilot e li invia tramite email a chiunque ne faccia richiesta. Nel 2006, durante la Biennale di Whitstable, Faithfull pubblica Lost, un libro che categorizza gli oggetti perduti dall’artista durante la sua vita, insieme alle storie che accompagnano queste perdite. L'artista decide di spargere 500 copie del libro per Whitstable, invitando chiunque le rinvenga a registrare il ritrovamento e in seguito abbandonare nuovamente il libro.
Nel 2009 l'artista realizza Liverpool-to-Liverpool, un viaggio da Liverpool in Inghilterra a Liverpool in Canada. Ogni giorno Faithfull crea sei disegni su PalmPilot, in bianco su sfondo nero, e una volta arrivato in Canada invia 181 cartoline con i suoi disegni a indirizzi scelti a caso dall'elenco telefonico della Liverpool inglese. I disegni sono infine incisi negli archi di pietra e vetro della Stazione di Liverpool Lime Street. Nel 2011 Faithfull crea un'app per iPhone chiamata Limbo, che permette di vedere in diretta i disegni realizzati dall'artista e visualizza su una mappa il luogo in cui sono stati elaborati. I disegni di Limbo sono poi raccolti nella mostra An Expanding Atlas of Subjectivity a Berlino, Lilla e Leicester. Il libro omonimo è aggiornato in continuazione e ogni copia stampata include tutti i disegni presenti nel database Limbo fino a quel momento.

## Pubblicazioni
La lista delle pubblicazioni è tratta dalla sezione "Publications" del sito ufficiale di Faithfull.
- Ideas, Vol. 1, Pump House Gallery, 2004.
- Ice Blink: An Antarctic Essay, Book Works, 2006.
- Lost, Laconic Books, 2006.
- Accident Book, Laconic Books, 2009.
- Going Nowhere, Film and Video Umbrella, 2009.
- Liverpool-to-Liverpool, Liverpool University Press, 2010.
- An Expanding Atlas of Subjectivity, ArtConnexion, 2011.
- King's Cross: A Pictorial Guide (Unreliable), Ditto Press, 2012.

## Opere principali
La lista delle opere è tratta dalla sezione "Works" del sito ufficiale di Faithfull.
- Going Nowhere, 1995
- Escape Vehicle No. 1, 1996
- Escape Vehicle No. 2, 1996
- Escape Vehicle No. 3, 1996
- Escape Vehicle No. 4, 1996
- Escape Vehicle No. 5, 1996
- Container-ship, 1997
- Hertford Union, 1998
- Half Life, 2001
- Orbital, 2002
- 30 km, 2003
- 13, 2004
- Escape Vehicle No. 6, 2004
- Escape Vehicle No. 7, 2005
- Ice Blink, 2005
- Falling, 2005
- Antarctica Diaries, 2005
- Antarctic Lecture, 2005
- 44, 2005

- 175 ft Above Birmingham, 2005
- Postcards from Berlin, 2006
- LOST, 2006
- Lea Navigation, 2006
- Liverpool Diaries, 2008
- Aurora Borealis (Unseen), 2008
- Shy Fountain (A Fountain Only Exists When No One Is There), 2008
- 0°00 Navigation, 2009
- Accident Writing, 2009
- Fake Moon, 2009
- Mobile Research Station No. 1, 2009
- Liverpool-to-Liverpool, 2010
- Liverpool – Lime St. Station, 2010
- Direct from This Window (117 Degrees South-East, a View from the Bosphorus), 2010
- Going Nowhere 2, 2011
- EZY1899: Reenactment for a Future Scenario, 2012
- Kings Cross Writing, 2012
- An Expanding Atlas of Subjectivity, 2012

## Mostre personali
La lista delle mostre personali è tratta dalla sezione "CV" del sito ufficiale di Faithfull e dalla biografia dell'artista sul sito della Slade School of Fine Art.
- Psychotopography, ArtSway, Hampshire, Regno Unito, 2002
- Dogends, Transit Space, Londra, Regno Unito, 2002
- Simon Faithfull & Bruno Peinado, Parker's Box, New York, Stati Uniti, 2002
- Terrestrial Investigation #256, SPACE, Londra, Regno Unito, 2003
- Dreamland, Turner Contemporary, Margate, Regno Unito, 2003
- 30 km, Film and Video Umbrella Commission / Aspex Gallery, Portsmouth, Regno Unito, 2003
- Vanishing Point, Pump House, Battersea, Regno Unito, 2004
- Hard Drive, ICA, Londra, Regno Unito, 2004
- Antarctica Dispatches, CCA, Glasgow, Regno Unito, 2005
- Ice Blink, Cell, Londra, Regno Unito, 2005
- Ice Blink, Stills, Edimburgo, Regno Unito, 2006
- Ice Blink, Parker's Box, New York, Stati Uniti, 2006
- Simon Faithfull – Selected Video Works, Gallerie Polaris, Parigi, Francia, 2008
- Simon Faithfull & Carla Guagliardi – Schwerlos, Haus am Waldsee, Berlino, Germania, 2009
- Gravity Sucks, British Film Institute, Londra, Regno Unito, 2009
- Voyages Extraordinaires: Simon Faithfull & Christoph Keller, CRAC Alsace, Altkirch, Francia, 2010
- Recent Findings: Simon Faithfull, Harris Museum, Preston, Regno Unito, 2010
- Going Nowhere: Simon Faithfull, Parker's Box, Stati Uniti, 2011
- An Expanding Atlas of Subjectivity, National Museum, Berlino, Germania, 2011
- An Expanding Atlas of Subjectivity, ArtConnexion, Lilla, Francia, 2012
- An Expanding Atlas of Subjectivity, Phoenix Arts Centre, Leicester, Regno Unito, 2012
- Wanderings, ICIA, Bath, Regno Unito, 2013